# Mayamba
Mayamba est une localité du territoire de Kenge dans la province du Kwango en République démocratique du Congo.

## Géographie
La localité est située sur la route nationale 1 à 40 km à l'ouest du chef-lieu provincial Kenge.